# Fernando Giménez
Fernando Giménez Solís (Coronel Oviedo, Paraguay; 10 de julio de 1984) es un futbolista paraguayo que juega de centrocampista y su equipo actual es el Club Deportivo Santaní de la Primera División de Paraguay.
A la edad de diecinueve años, Giménez se unió a la Primera División Nacional como lateral izquierdo en el año 2005, para quien hizo su debut profesional en la misma temporada. Pasó una temporada en el club de Asunción, antes de trasladarse a Puerto Montt de la Primera División de Chile. En enero de 2007, firmó un contrato de dos temporadas con la Universidad de Concepción, club de la misma talla de su antiguo club, que lo mantendría hasta el año 2009 en el Collao. En su primer ciclo con su nuevo club, jugó seis meses, siendo a continuación, prestado a Puerto Montt, su antiguo club en la última temporada. Giménez nuevamente brillaba allí, siendo el máximo goleador de su equipo. Después de eso, regresó a Concepción la próxima temporada, en donde ganó el título de la Copa Chile 2008 bajo el entrenador Jorge Pellicer y confirmando su buen nivel.

## Trayectoria

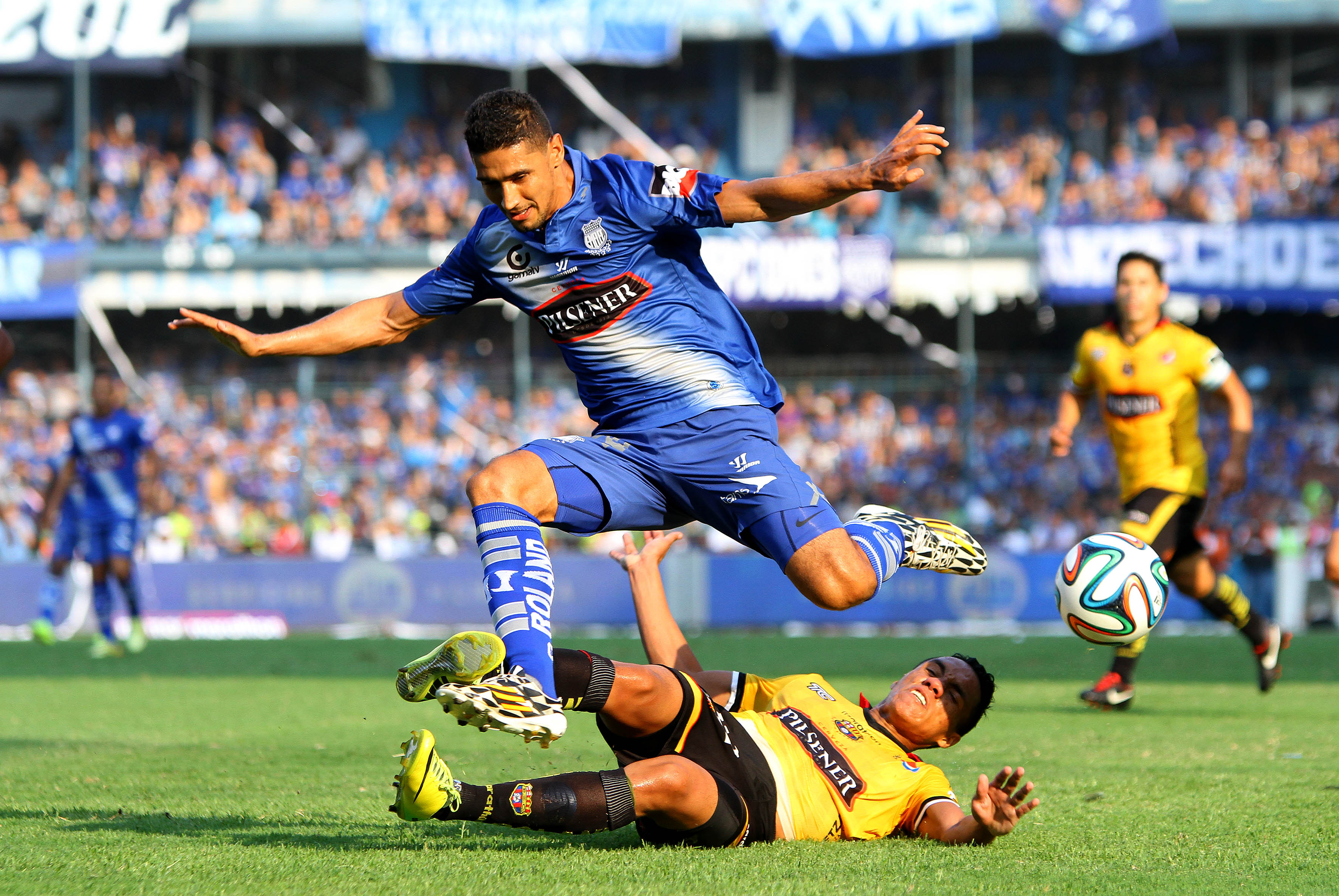

Sus primeros pasos fueron en los Tacuarales de su Barrio General Díaz, el barrio de toda su infancia, desde niño ya poseía una zurda envidiable y muy potente. Eso llevó a que "Marcos Frutos" Profesor de la Escuela de Fútbol del Club Coronel Oviedo lo llevara a las divisiones inferiores del "Coronel", como es llamado el club en su ciudad. Siempre en Liga del Interior amateur de Paraguay. 
La Etapa del Profesionalismo llega cuando Nacional de Asunción lo incorpora teniéndolo en el plantel, pero no teniendo oportunidad alguna jugando un solo partido. Fue después cuando pegó el gran salto de su carrera. Lo contrata en 2006 el Deportes Puerto Montt, donde en su primer año en primera ya fue una de las grandes figuras del equipo que llegó a los play-offs del Clausura 2006.

En el Apertura 2007 va a Universidad de Concepción, donde es titular. El Clausura 2007 retorna al Deportes Puerto Montt donde tiene destacadas participaciones.
En 2010 se une al Club Sport Emelec de Ecuador, en su debut en la Explosión Azul anotó un gol. En este club es campeón de Ecuador el año 2013. En enero de 2010, se unió a la Serie A ecuatoriana, al club Sport Emelec, porque el entrenador Jorge Sampaoli especialmente lo pidió para que forma parte del club. El guaraní, llegó para un préstamo de una sola temporada con opción de compra. Debutó en el partido en donde Emelec presentan sus jugadores, evento denominado Explosión Azul, anotó una par de goles contra Independiente José Terán en la victoria por 2-0 en casa. Gracias a sus actuaciones en el equipo de Guayaquil, Giménez hizo que el técnico Francisco Arce le llaman a la Selección Nacional de fútbol de Paraguay.

## Selección nacional
El 2012, estando en Emelec, Fernando Giménez fue llamado a la Selección de fútbol de Paraguay, la primera vez lo convocó Francisco Arce y la siguiente lo hizo Gerardo Pelusso.
Mientras jugaba en Ecuador por varios años, el DT de la selección ecuatoriana, Gustavo Quinteros, solicitó la naturalización del jugador para jugar en la selección en 2016.

## Clubes
| Club                      | País     | Año       |
| ------------------------- | -------- | --------- |
| Nacional                  | Paraguay | 2005-2006 |
| Deportes Puerto Montt     | Chile    | 2006      |
| Universidad de Concepción | Chile    | 2007      |
| Deportes Puerto Montt     | Chile    | 2007      |
| Universidad de Concepción | Chile    | 2008-2009 |
| Deportes Puerto Montt     | Chile    | 2010      |
| Emelec                    | Ecuador  | 2010-2016 |
| Club Olimpia              | Paraguay | 2017      |
| Club Libertad             | Paraguay | 2018      |
| Deportivo Santaní         | Paraguay | 2019-Act. |

## Palmarés

### Campeonatos nacionales
| Título     | Club                      | País    | Año     |
| ---------- | ------------------------- | ------- | ------- |
| Copa Chile | Universidad de Concepción | Chile   | 2008/09 |
| Serie A    | Emelec                    | Ecuador | 2013    |
| Serie A    | Emelec                    | Ecuador | 2014    |
| Serie A    | Emelec                    | Ecuador | 2015    |

### Distinciones individuales
| Distinción                                  | Año  |
| ------------------------------------------- | ---- |
| Mejor Jugador Extranjero Serie A de Ecuador | 2010 |
| 11 Ideal del Campeonato Ecuatoriano 2013    | 2013 |
| 11 Ideal del Campeonato Ecuatoriano 2014    | 2014 |
| 11 Ideal del Campeonato Ecuatoriano 2015    | 2015 |